# Fauchée (largeur)
Ne doit pas être confondu avec Fauchée (surface).

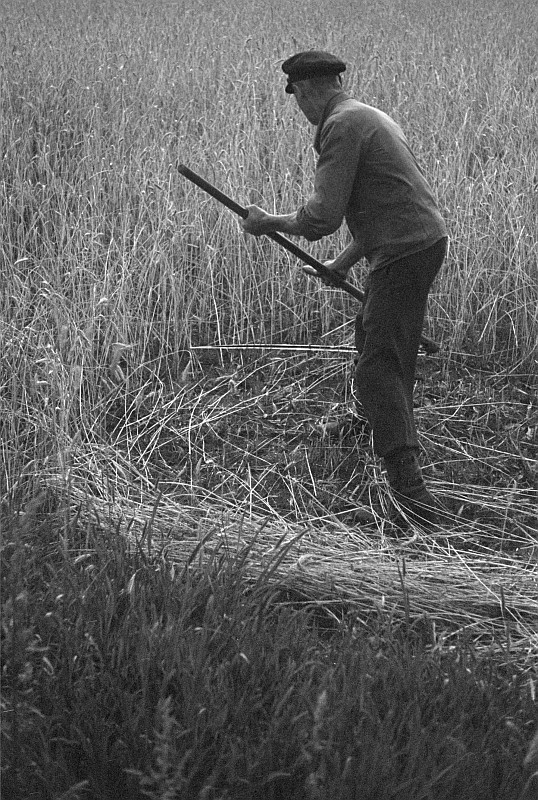
Un paysan avec une faux.

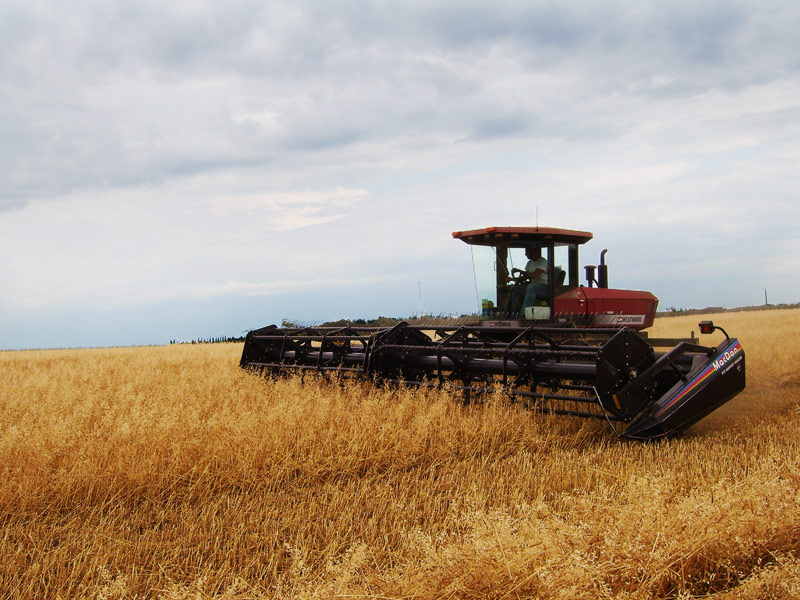
Une faucheuse mécanique.

En agriculture, la fauchée est la largeur d'un coup de faux ou de la lame d'une faucheuse, correspondant à la largeur du chemin créé en fauchant l'herbe ou les céréales. La largeur dépend de la longueur de la lame, de la nature de la récolte et de la faucheuse, mais est généralement d'environ 1,5 mètre de large.
La faux a généralement été remplacée par des machines telles que la faucheuse illustrée ou la moissonneuse-batteuse, beaucoup plus large. Au début de l'introduction des machines, il était encore nécessaire aux paysans d'ouvrir à la faux un chemin assez large pour que la machine puisse démarrer.

## Largeur de fauchée
Par analogie, la largeur de fauchée fait également référence à la largeur de toute bande coupée ou traitée de manière répétitive. Par exemple, la bande de la surface de la Terre à partir de laquelle des données géographiques sont collectées par un véhicule en mouvement tel qu'un satellite, un avion ou un navire au cours d'une cartographie. La largeur de fauchée est également citée dans les spécifications d'un sonar. Elle est mesurée et représentée en mètres ou en kilomètres.

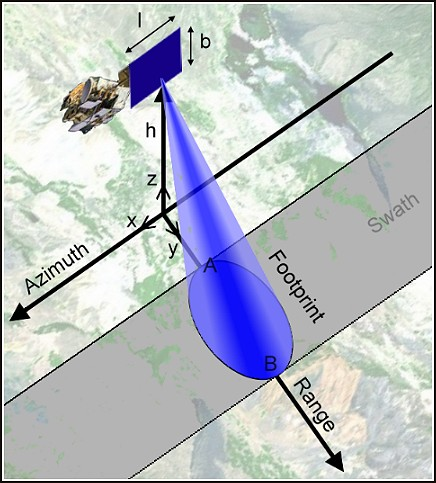
Largeur de fauchée d'un satellite.